# Hampa patona
Hampa patona är en nattsländeart som beskrevs av Mosely in Mosely och Douglas E. Kimmins 1953. Hampa patona ingår i släktet Hampa och familjen Conoesucidae. Inga underarter finns listade i Catalogue of Life.